# Laura del Solová
Laura del Solová, nepřechýleně Laura del Sol, rodným jménem Laura Escofet Arce (* 27. listopadu 1961 Barcelona, Katalánsko) je španělská tanečnice flamenca a filmová herečka, která ztvárnila hlavní roli v Saurově snímku Carmen z roku 1983, čímž zahájila hereckou kariéru.
Spolu se Saurou a tanečníkem Antoniem Gadesem solupracovala také na filmu Čarodějná láska (1986). Objevila se v debutu italského režiséra Giuseppe Tornatoreho nazvaného
 Il Camorrista.

## Filmografie
- 2003: Sami (televizní seriál)
- 2002: Alex Santana – policejní vyjednavač (televizní seriál)
- 2002: Le Camarguais (televizní seriál)
- 2002: Sami, le pion (televizní film)
- 1999: Le Boiteux: Baby blues (televizní film)
- 1999: Furia
- 1999: Tôt ou tard
- 1997: Il Figlio di Bakunin
- 1997: Laura (televizní film)
- 1996: Gran Slalom
- 1995: À propos de Nice, la suite
- 1995: Tatiana, la muńeca rusa
- 1994: Posádka v ohrožení
- 1993: Les Noces de Lolita (televizní film)
- 1993: Spadli z nebe
- 1992: La Nuit de l'océan
- 1991: Ohromený král
- 1991: Per odio per amore (televizní film)
- 1991: Il Ricatto 2 (televizní seriál)
- 1990: Amelia López O'Neillová
- 1989: Disamistade
- 1989: Neobyčejná dobrodružství obyčejného tatínka
- 1987: Daniya, jardín del harem
- 1987: El Gran Serafín
- 1987: Visperas (televizní seriál)
- 1986: Čarodějná láska
- 1986: El Viaje a ninguna parte
- 1985: Il Camorrista
- 1985: Dva životy Matii Pascala
- 1984: Bicykly jsou jen na léto
- 1984: Práskač a jeho kat
- 1984: Los Zancos
- 1983: Carmen